# Katja Seizinger

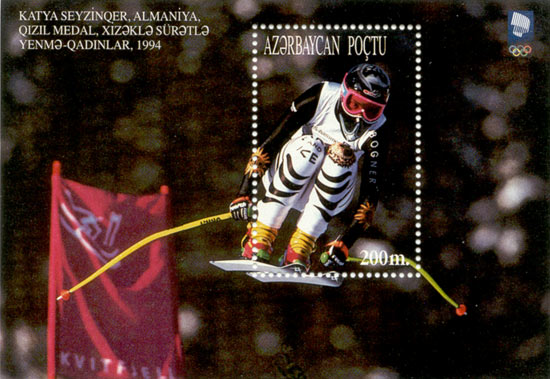

Katja Seizinger (Datteln, 10 mei 1972) is een voormalige Duitse alpineskiester die uitblonk in de snelheidsnummers (afdaling en super-G). Ze is de meest gelauwerde Duitse skiester met 3 gouden Olympische medailles, twee eindoverwinningen in de algemene Wereldbeker Alpineskiën en 36 overwinningen in wereldbekerwedstrijden. Ze werd driemaal verkozen tot Duitse sportvrouw van het jaar (in 1994, 1996 en 1998).
In 1989 maakte ze haar debuut in de wereldbeker. Het volgende seizoen werd ze tweede in de eindstand van de wereldbeker super-G. In 1991 won ze haar eerste wereldbekerwedstrijd, een super-G in Santa Caterina (Italië).
In 1992 won ze de bronzen medaille op de super-G van de Olympische Winterspelen in Albertville. Dat seizoen won ze ook de wereldbeker afdaling.
In 1993 werd ze wereldkampioen op de super-G bij de wereldkampioenschappen in Morioka (Japan).
In 1994 werd ze olympisch kampioen op de afdaling bij de Olympische Winterspelen in Lillehammer.
In 1998 werd ze dubbel olympisch kampioen: op de afdaling en de combinatie op de Olympische Winterspelen van Nagano. Ze won ook nog het brons op de reuzenslalom.
In 1996 en 1998 won ze de algemene wereldbeker.
Na een lange blessure beëindigde ze haar carrière in april 1999, waarna ze ging werken in het bedrijf van haar vader en ook optrad als medecommentator voor de televisie bij skiwedstrijden.

## Belangrijkste resultaten

### Olympische Winterspelen
- Olympische Winterspelen 1992 in Albertville: brons op de super-G; 4e op de afdaling; 8e op de reuzenslalom
- Olympische Winterspelen 1994 in Lillehammer: goud op de afdaling
- Olympische Winterspelen 1998 in Nagano: goud op de afdaling en op de combinatie; brons op de reuzenslalom; 6e op de super-G.

### Wereldkampioenschappen Alpineskiën
- Wereldkampioenschappen Alpineskiën 1993 in Morioka: goud op de super-G
- Wereldkampioenschappen Alpineskiën 1996 in Sierra Nevada (Spanje): zilver op de afdaling
- Wereldkampioenschappen Alpineskiën 1997 in Sestriere: zilver op de super-G en op de combinatie

### Wereldbeker Alpineskiën
- Eindwinnaar van de algemene wereldbeker in 1996 en 1998
- Eindwinnaar van de wereldbeker afdaling in 1992, 1993, 1994 en 1998
- Eindwinnaar van de wereldbeker super-G in 1993, 1994, 1995, 1996 en 1998
- 36 overwinningen in wereldbekerwedstrijden (16 super-G, 16 afdalingen, 4 reuzenslaloms):
  - 07/12/1991, Santa Caterina (Italië): super-G
  - 11/01/1992, Schruns (Oostenrijk): afdaling
  - 25/01/1992, Morzine (Frankrijk): afdaling
  - 07/03/1992, Vail (Verenigde Staten van Amerika): afdaling
  - 20/12/1992, Lake Louise (Canada): super-G
  - 15/01/1993, Cortina d'Ampezzo (Italië): afdaling
  - 26/02/1993, Veysonnaz (Zwitserland): afdaling
  - 03/03/1993, Morzine (Frankrijk): afdaling
  - 20/03/1993, Vemdalen (Zweden): reuzenslalom
  - 20/03/1993, Åre (Zweden): super-G
  - 14/01/1994, Cortina d'Ampezzo (Italië): afdaling
  - 15/01/1994, Cortina d'Ampezzo (Italië): super-G
  - 06/03/1994, Whistler Mountain (Canada): afdaling
  - 09/03/1994, Mammoth Mountain (Verenigde Staten van Amerika): super-G
  - 16/03/1994, Vail (Verenigde Staten van Amerika): afdaling
  - 11/12/1994, Lake Louise (Canada): super-G
  - 19/03/1995, Bormio (Italië): super-G
  - 15/12/1995, St. Anton (Oostenrijk): afdaling
  - 06/01/1996, Maribor (Slovenië): reuzenslalom
  - 13/01/1996, Garmisch-Partenkirchen (Duitsland): super-G
  - 02/02/1996, Val d'Isère (Frankrijk): super-G
  - 03/02/1996, Val d'Isère (Frankrijk): afdaling
  - 04/02/1996, Val d'Isère (Frankrijk): super-G
  - 09/03/1996, Kvitfjell/Hafjell (Noorwegen): reuzenslalom
  - 26/10/1996, Sölden (Oostenrijk): reuzenslalom
  - 30/11/1996, Lake Louise (Canada): afdaling
  - 07/03/1997, Mammoth Mountain (Verenigde Staten van Amerika): super-G
  - 13/03/1997, Vail (Verenigde Staten van Amerika): super-G
  - 29/11/1997, Mammoth Mountain (Verenigde Staten van Amerika): super-G
  - 04/12/1997, Lake Louise (Canada): afdaling
  - 05/12/1997, Lake Louise (Canada): afdaling
  - 06/12/1997, Lake Louise (Canada): super-G
  - 17/12/1997, Val d'Isère (Frankrijk): afdaling
  - 18/12/1997, Val d'Isère (Frankrijk): super-G
  - 24/01/1998, Cortina d'Ampezzo (Italië): super-G
  - 31/01/1998, Åre (Zweden): afdaling